# Tadeusz Wejtko
Tadeusz Wejtko (ur. 8 czerwca 1903 w Dźwińsku na Łotwie, zm. 21 sierpnia 1973 we Wrocławiu) – podpułkownik saperów Wojska Polskiego.

## Życiorys
Tadeusz Wejtko był synem Wacława. Ukończył Szkołę Podchorążych Piechoty w Bydgoszczy. Następnie został skierowany do Szkoły Podchorążych Saperów w Modlinie, którą ukończył w 1921. Po zakończeniu szkoły podchorążych zostaje skierowany do 3 Pułku Saperów Wileńskich w Wilnie. Z dniem 16 kwietnia 1932 zostaje odkomenderowany na I czteromiesięczny kurs maskowania w Centrum Wyszkolenia Saperów. W 1939 pełnił służbę w 3 Batalionie Saperów w Wilnie na stanowisku oficera sztabowego do spraw wyszkolenia.
W czasie kampanii wrześniowej 1939 dowodził 1 batalionem saperów przydzielonym do 1 Dywizji Piechoty Legionów. W czasie walk dostał się do niemieckiej niewoli. Od 2 października 1939 do 25 stycznia 1945 przebywał w Oflagu II C Woldenberg (nr obozowy 723/II B). 
Po wyjściu z obozu został wcielony do Ludowego Wojska Polskiego z dniem 1 kwietnia 1945. Z dniem 23 kwietnia 1945 został skierowany do 5 Brygady Saperów na stanowisko szefa oddziału II sztabu brygady. Od 1 kwietnia 1947 do 9 lutego 1948 pełnił obowiązki szefa sztabu brygady.
Zmarł we Wrocławiu. Został pochowany 24 sierpnia 1973 na Cmentarzu Osobowickim (pole 99 rząd 2 grób 21).

## Awanse
- podporucznik – 3 maja 1922 zatwierdzony ze starszeństwem z 1 sierpnia 1921 w korpusie oficerów inżynierii i saperów[6]
- porucznik – 18 maja 1923 ze starszeństwem od 1 kwietnia 1923 i 19. lokatą w korpusie oficerów inżynierii i saperów[7]
- kapitan – 27 czerwca 1935 ze starszeństwem od 1 stycznia 1935 i 18. lokatą w korpusie oficerów inżynierii i saperów[8] (w marcu 1939, w tym samym stopniu i starszeństwie oraz tą samą lokatą był w korpusie oficerów saperów, grupa liniowa[9])
- podpułkownik – grudzień 1946[10].

## Ordery i odznaczenia
- Krzyż Kawalerski Orderu Odrodzenia Polski (12 listopada 1946)[11]
- Krzyż Walecznych
- Srebrny Krzyż Zasługi (19 marca 1937)[12][13]

## Publikacje
- Zarys historji wojennej 3-go Pułku Saperów Wileńskich. Warszawa: Wojskowe Biuro Historyczne , 1932, seria: Zarys historii wojennej formacyj polskich 1918–1920.